# 새기노만
새기노만은 미국 미시간주 동부에 위치한 휴런호 내의 만이다. 미시간의 엄지 지역과 로어반도의 나머지 부분 사이의 공간을 형성한다. 새기노만은 면적이 1,143 제곱마일 (2,960 km2)이다. 아레낙군, 베이, 휴런, 이오스코군, 터스콜라군의 5개 미시간주 군에 걸쳐 있다.

## 유역
새기노만 유역은 미시간주에서 가장 큰 유역으로, 총 면적의 약 15%를 차지한다. 이 유역은 미국에서 가장 큰 연속적인 담수 해안 습지 시스템을 포함한다. 새기노만 유역 이니셔티브 네트워크는 유역 프로그램을 조율하고 이 지역 전반의 혁신적인 프로젝트에 보조금을 제공하여 새기노만 유역의 지속 가능한 개발을 촉진하는 노력을 이끌고 있다. 현재 환경보호청에 의해 관심 지역으로 등재되어 있다.

## 어원
"새기노"라는 이름의 가능한 기원은 오지브와어의 오-사그-이논(O-Sag-e-non) 또는 사그-인-아-위(Sag-in-a-we)에서 유래했을 수 있으며, 이는 "흘러나오다"를 의미한다. 이는 새기노만으로 흘러들어 휴런호로 이어지는 새기노강을 가리킬 수 있다. "새기노"라는 이름은 퀘벡주의 지역인 사가네와 관련이 없으며, 그 이름은 알곤킨어에서 유래했다.

## 역사
이 지역은 오랫동안 토착민들에 의해 정착되었으며, 유럽인들의 탐험 이전에 마지막으로 오지브와족 부족들이 거주했다. 그들은 오대호 주변 지역을 지배했다. 17세기 초, 프랑스 탐험가들이 오대호 지역을 처음 방문한 유럽인들이었다. 새기노만 지역을 처음 방문한 사람은 프랑스 예수회 선교사 신부인 자크 마르케트로, 그는 1668년 세인트이그너스에 선교부를 설립한 후 그곳으로 갔다. 1686년, 장 앙잘랑 신부가 인디언 선교부를 설립하기 위해 계곡에 도착했지만, 그의 노력은 실패했다.
프랑스는 7년 전쟁에서 영국이 승리한 후 1763년 파리 조약 조건에 따라 이 지역에 대한 명목상의 지배권을 영국에 할양했다. 20년 후, 영국은 이를 새로 독립한 미국에 할양했다. 1805년에 미시간 준주의 일부가 되었고, 나중에 미시간주로 연방에 편입되었다.
19세기 천연자원 개발 기간 동안 새기노만은 목재 및 기타 상품을 동부 시장으로 운송하는 데 분주했다.

## 정착지
1813년경, 루이 캄포는 새기노강을 따라 인디언 교역소를 세웠고, 이는 1816년 새기노시 (미시간주)의 발달로 이어졌다. (새기노시는 1890년 3월 이스트새기노시와 통합되어 새기노를 형성했다.) 새기노만 지역의 다른 정착지들의 역사도 이와 관련되어 있다.
베이시티는 만의 하류 끝에 있는 주요 항구이다. 만 중앙의 두 섬인 채리티섬과 리틀 채리티섬은 훌륭한 어장이다.

## 어업
새기노만은 휴런호 본분지보다 얕고 따뜻하기 때문에 어종 구성도 다르다. 새기노만에서는 레크리에이션 어업과 상업 어업 모두 운영된다. 월아이피시와 노랑농어가 주요 스포츠 어종이며, 상업 어업은 주로 북미산 흰살송어와 노랑농어를 대상으로 한다. 상업 어업은 미시간주 허가 어업으로, 휴런호의 다른 지역에서 운영되는 부족 기반 어업과는 다르다. 레크리에이션 어업은 20세기 후반에 더욱 두드러졌다. 그 이전에는 만의 어업은 거의 전적으로 상업적이었다. 오대호의 많은 지역과 마찬가지로, 20세기 중반경 어업은 붕괴되거나 심각하게 악화되었다. 이는 주로 서식지 파괴 (댐 건설, 해안 산란 지역의 퇴적), 오염, 문화적 부영양화, 그리고 침입종의 영향 때문이었다. 당시 운영되던 상업 어업의 상대적으로 강도 높은 착취는 감소를 가속화했을 수 있지만, 17세기 후반부터 운영되었기 때문에 주요 원인으로 여겨지지 않았다.
어업의 부활은 청정수법 및 오대호 청정수 협정 같은 청정수 법안 통과 이후 시작되었다. 월아이 어업은 1980년대 초 미시간주 천연자원부가 치어 방류 프로그램을 시작하면서 부활하기 시작했다. 스포츠 어업은 곧 다시 나타났지만, 1970년에 공식적으로 폐쇄된 월아이 상업 어업은 계속 폐쇄되었다. 레크리에이션 어업의 어획량은 1986년부터 2002년까지 연평균 8만 마리의 월아이를 기록했지만, 어획량의 최대 80%가 양식 어류인 양식 의존적이었다. 2003년 침입종인 엘와이프가 거의 사라지면서 휴런호의 먹이 그물에 중대한 변화가 일어났다. 엘와이프는 새기노만의 연안 수역을 산란 및 보육장으로 사용했으며, 새로 부화한 농어과 어종(월아이와 노랑농어) 치어의 강력한 포식자이자 경쟁자였다. 엘와이프가 사라지자 월아이와 노랑농어의 번식 성공률이 크게 증가했다. 미시간주 천연자원부는 2006년에 방류를 중단했고, 월아이 회복 목표는 2009년에 공식적으로 달성되었다. 그 이후 레크리에이션 어획량은 연간 약 15만 마리에서 최대 35만 마리에 달했다. 미시간주 천연자원부는 2015년에 월아이 레크리에이션 어획량을 완화했다(일일 소지 한도 상향 및 최소 길이 한도 하향). 노랑농어도 엘와이프의 부재로 번식 성공률이 높아져 혜택을 받았지만, 성어 개체 수는 감소하여 침체 상태를 유지하고 있다. 이는 유어기 첫 해에 높은 사망률 때문인데, 월아이 및 다른 포식자들의 포식 때문으로 여겨진다.
새기노만에서 역사적으로 중요한 다른 종으로는 철갑상어와 시스코 (호수 청어)가 있다. 20세기 중반까지 새기노만은 엄청난 시스코 상업 어업을 지원했다. 이들은 호수 대부분에서 감소했으며 새기노만에서는 회복되지 못했다. 2017년에는 만에 번식 개체군을 복원하기 위한 시스코 치어 방류 프로그램이 시작되었는데, 이는 미국 어류 및 야생동물관리국, 미시간주 천연자원부 및 오대호 어업 위원회의 다른 파트너 기관들이 공동으로 진행한 작업이다. 주로 강에서 산란하는 철갑상어도 미시간주 천연자원부가 주도하는 재방류 노력의 대상이며, 새기노강 시스템에 방류가 이루어지고 있다.

## 날씨
새기노강 어귀에서 북동쪽으로 11해리 떨어진 항해등인 새기노만 등대 1호는 NOAA 기상 장비를 갖추고 만의 기상 조건을 제공한다.
채리티섬 근처에 위치한 그래블리 쇼얼 등대도 기상 관측소를 갖추고 있다.

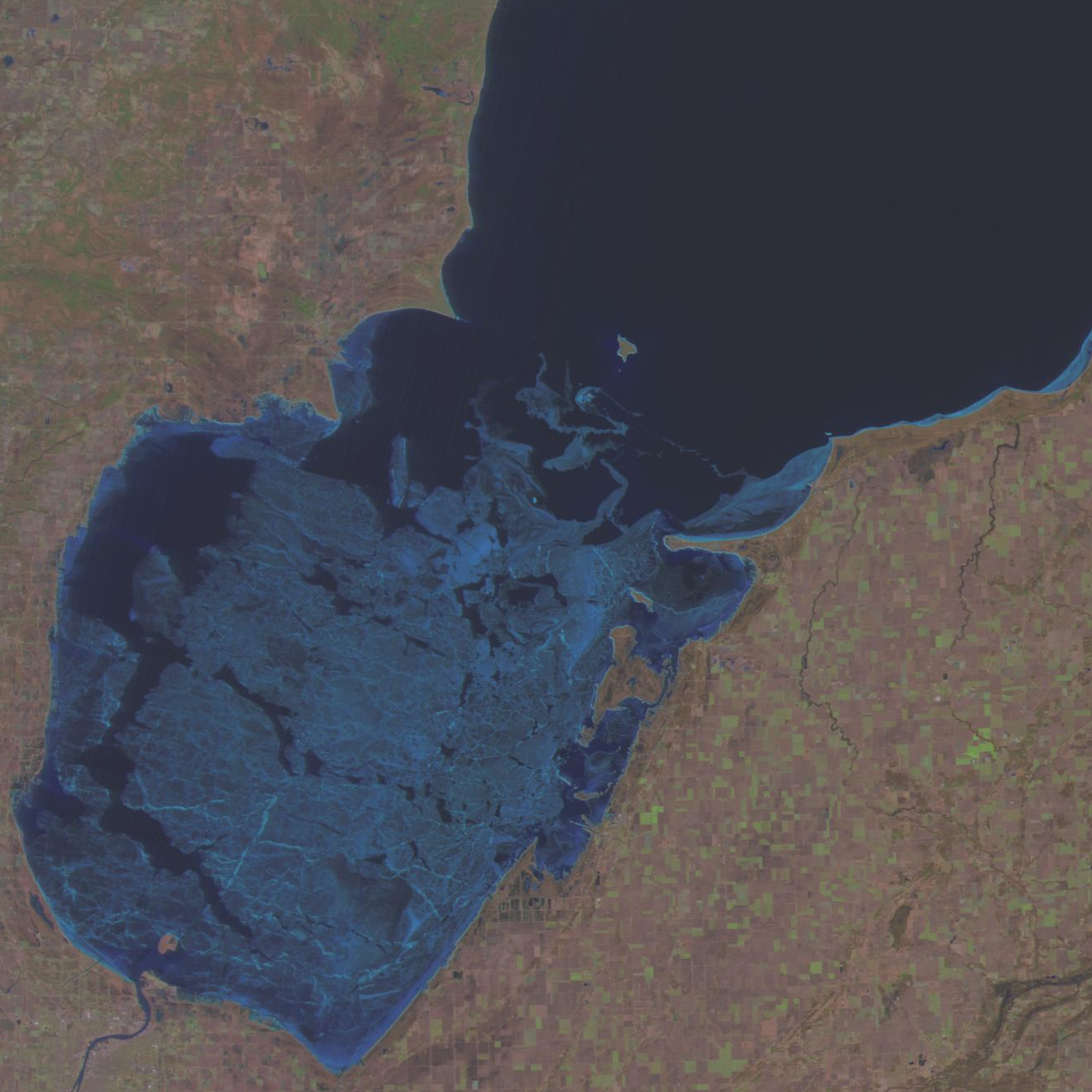
2022년 3월 20일 리소스샛-2로 촬영.

## 같이 보기
- USS 새기노만 (CVE-82)
- 새기노만 요트 클럽